# Rosellinia chusqueae
Rosellinia chusqueae är en svampart som beskrevs av Pat. 1895. Rosellinia chusqueae ingår i släktet Rosellinia och familjen kolkärnsvampar.   Inga underarter finns listade i Catalogue of Life.